# 鹿豹座SZ
鹿豹座SZ，又名BD+61 676，HD 25638、SAO 13031、HR 1260，是鹿豹座的一颗恒星，视星等为6.99，位于銀經143.68，銀緯7.66，其B1900.0坐标为赤經3h 59m 2.7s，赤緯+62° 7.66′ 33″。